# 伯恩哈德·萨贝尔

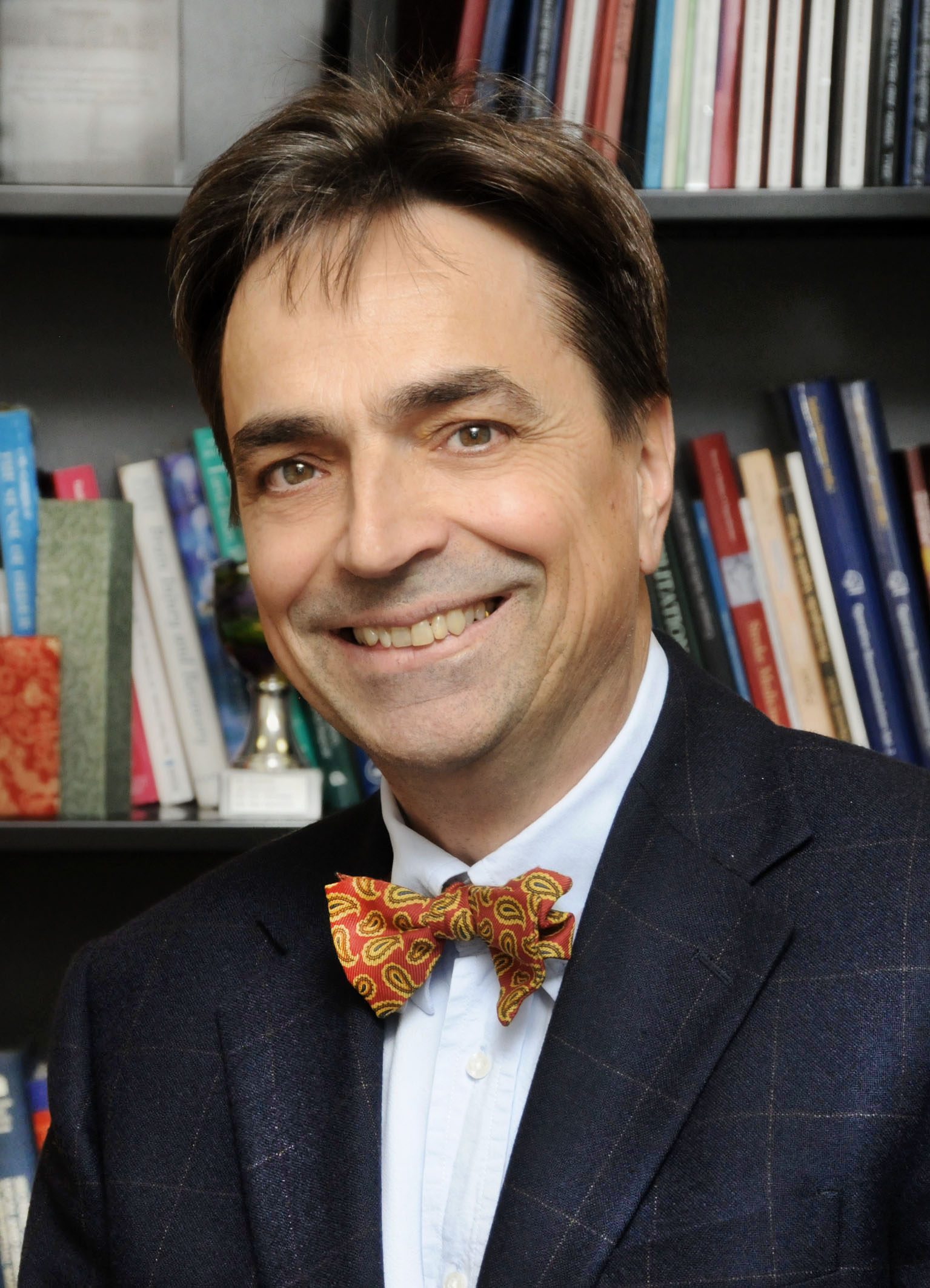
伯恩哈德·萨贝尔

伯恩哈德·萨贝尔（德語：Bernhard Sabel，1957年—），德国心理学家。他出生于德国特里尔，进行30多年研究，成果在200多个出版物上发表。他的主要研究方向是通过对剩余视力的激活和恢复来治疗视力障碍。萨贝尔博士现任教于马格德堡大学医学心理研究所。

## 简介
伯恩哈德·萨贝尔曾在特里尔大学学习心理学，在克拉克大学和杜塞尔多夫大学学习生物心理学。1984年，他获得博士学位，并在美国麻省理工学院做担任研究助理，后在慕尼黑大学的心理研究所工作。他在1988年获得教授职称，在1991年，他以“访问神经科学家”（Visiting Neuroscientist）的身份在波士顿的哈佛大学医学院进行交流。 
1992年，萨贝尔获得马格德堡大学医学心理学教席职位。在美国普林斯顿大学和中国科学院及首都医科大学担任客座教授。萨贝尔博士自1997年以来一直从事国际科学杂志《Restorative Neurology and Neuroscience》的编辑工作。他在2008至2010年期间担任马格德堡大学的副校长。

## 研究成果
萨贝尔博士的科研工作包括对大脑可塑性的修复和神经心理学和神经生物学方面的研究，特别关注视神经损伤、青光眼、脑损伤、糖尿病视网膜病变或中风后从视觉系统的部分损伤中恢复这几个方面。
主要重点是通过眼部训练和非侵入性电刺激疗法来诊断和治疗中风和青光眼患者的视觉缺陷。借助于电刺激，脑电活动的自然同步障碍通过EEG诊断来确定脑波活动（幅度，频率和功能连接性）的变化。 第二个重点是使用聚合物纳米颗粒来克服生物屏障，将活性成分引入细胞，从而实现目标的治疗。

## 研究重点

### 神经心理学
- 视觉可塑性的机制
- 可塑性在视觉皮层的计算机模拟
- 对视觉功能恢复的预测
- 计算机对脑损伤病人的诊断和培训程序的开发和验证
- 使用交流电进行非侵入性的大脑刺激来改善视力损伤后的视网膜、视觉神经或者大脑

### 行为神经生物学
- 在vivo测试系统中进行视觉分析和大鼠后病灶的神经的功能修复与其解剖结构的关联
- 对半盲动物进行不同视觉刺激，从而更快更好地恢复视力
- 交流电作用下对神经保护和视力恢复的基础研究
- 研究使用纳米粒子来注射药物以克服血脑屏障

## 成员资格和荣誉

### 成员资格
- 德国医疗心理学协会
- 德国心理学协会
- 欧洲神经科学协会
- 国际大脑研究组织（救济组织）
- 神经科学学会（美国）
- 德国高校协会
- 国际脑损伤协会
- 国际低视力研究和康复协会（2011年以来执行委员会）

### 奖项
- 1976年 在“青年研究”竞赛中获莱茵兰 - 普法尔茨特别奖
- 1983 - 1984年 获得克拉克大学研究生院奖学金
- 1982 - 1984年 获得DAAD的奖学金
- 1978 - 1980年 获富布莱特委员会奖学金
- 1978 - 1980年 获克拉克大学交流奖学金
- 1992年 参加国际眼科研究学会
- 1990-2015年 被编入《世界名人录》
- 1993-2001年 被编入《在科学工程领域-谁是谁》
- 2000年 于佛罗伦萨获创新中继中心（IRC）欧洲共同体通信和信息技术最佳创新协会奖
- 2005年 于费城获莱昂纳多达芬奇奖-世界人类潜能成就组织
- 2008年 在Science4life第10届商业计划全国竞赛中获第三名
- 2009年 在Venture Lounge Berlin竞赛中获第一名
- 2011年 获由Brüderle部长授予最具创新性的创业公司奖项（高新技术灯塔奖）
- 2012年 获北京海外人才计划“海珠”奖[3]

## 学术发表
- Sabel, B. A., Engelmann, R., & Humphrey, M. F. (1997). In vivo confocal neuroimaging (ICON) of CNS neurons. Nature medicine, 3(2), 244-247. PMID 9018248.
- Poggel, D. A., Kasten, E., & Sabel, B. A. (2004). Attentional cueing improves vision resto-ration therapy in patients with visual field defects. Neurology, 63(11), 2069-2076. PMID 15596752.
- Sabel, B. A., Fedorov, A. B., Naue, N., Borrmann, A., Herrmann, C., & Gall, C. (2011). Non-invasive alternating current stimulation improves vision in optic neuropathy. Restorative neurology and neuroscience, 29(6), 493-505. doi:10.3233/RNN-2011-0624.
- Gao, Y., & Sabel, B. A. (2017). Microsaccade dysfunction and adaptation in hemianopia after stroke. Restorative neurology and neuroscience, 35(4), 365-376.
- Sabel, B. A., Wang, J., Cárdenas-Morales, L., Faiq, M., & Heim, C. (2018). Mental stress as consequence and cause of vision loss: the dawn of psychosomatic ophthalmology for preventive and personalized medicine. EPMA journal, 1-28.

## 链接
- 萨贝尔在PubMed的出版物（页面存档备份，存于）
- 医学心理学研究所网站（页面存档备份，存于）
- 在马格德堡大学的肖像（页面存档备份，存于）
- 肖像页（页面存档备份，存于）